# Sarcophaga palavae
Sarcophaga palavae är en tvåvingeart som beskrevs av Povolny 1993. Sarcophaga palavae ingår i släktet Sarcophaga och familjen köttflugor.
Artens utbredningsområde är Tjeckien. Inga underarter finns listade i Catalogue of Life.